# 平成22年台風第9号
平成22年台風第9号（へいせい22ねんたいふうだい9ごう、アジア名：マーロウ〔Malou、命名国/地域：マカオ、意味：メノウ（鉱物名）〕）は、東海・関東地方などを中心に、大雨をもたらして被害を出した台風である。

## 概要

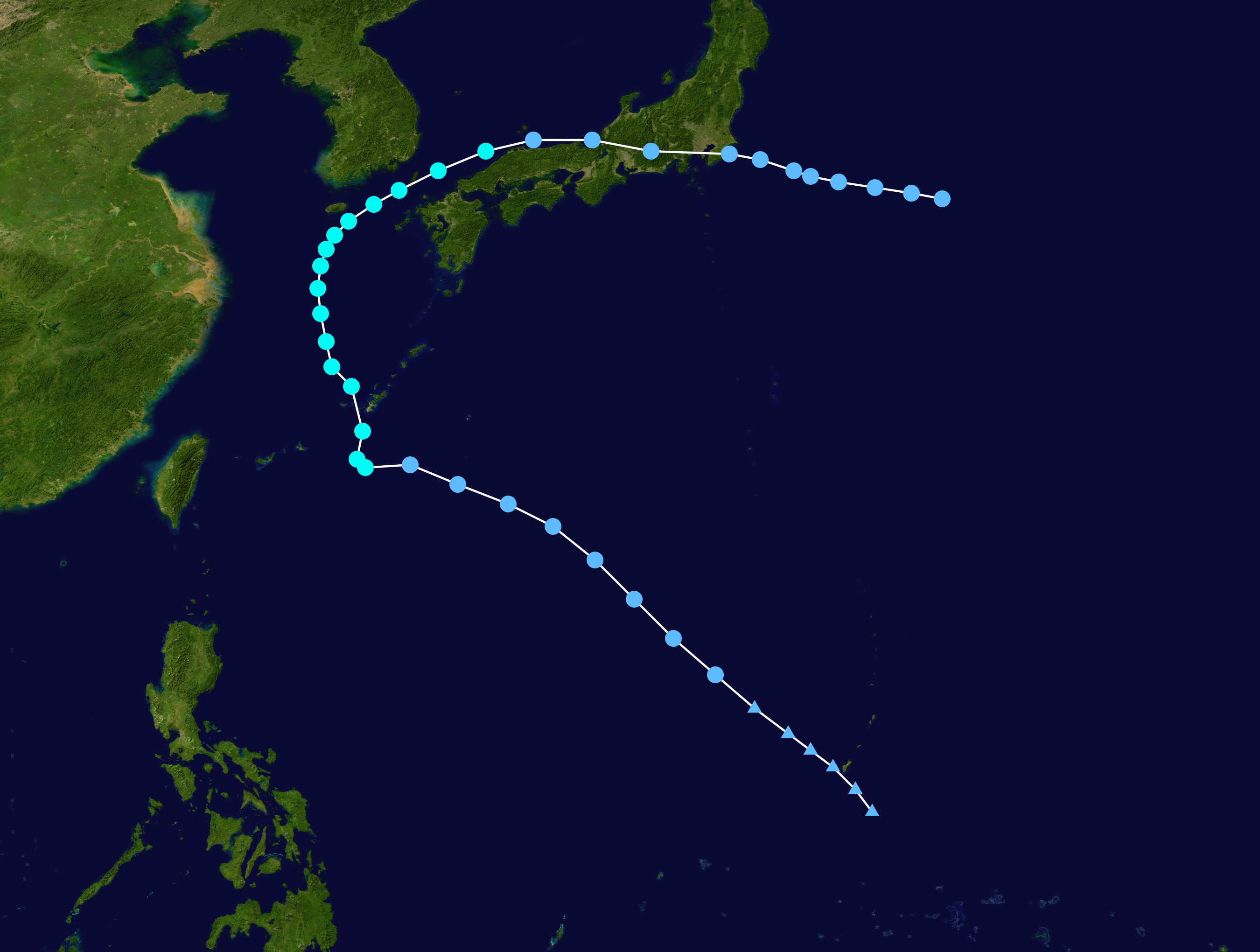
進路図

9月3日に沖縄の南海上で台風になり、同日沖縄本島に接近、東シナ海、対馬海峡、山陰沿岸の日本海側を抜け、9月8日に福井県敦賀市に上陸した。上陸4時間弱後に熱帯低気圧に変わった。
台風の規模は小さかったが、神奈川県の丹沢山地付近に線状降水帯が形成され、静岡県駿東郡小山町で大きな被害が発生した。なお、丹沢湖では8日午後4時までの5時間に489.5mmの雨量を観測した。これは9月の平均降雨量の1.6倍とされる。
この台風は、1951年の統計開始以来初めて福井県に上陸し、北陸地方全体としても史上初めての台風上陸という記録を残すことになった。
静岡県小山町と神奈川県山北町で被害が大きかったことから激甚災害（局地激甚災害）に指定されることが決定した。

## 進路、状態の経過
- 9月3日 15時、沖縄の南海上で台風となる[9]。
- 9月4日 沖縄本島に接近。
- 9月7日 山陰沖を東へ進む[9]
- 9月8日 11時過ぎ、福井県敦賀市付近に上陸[9]
- 9月8日 15時、静岡県で熱帯低気圧に変わる[9]

## 気象状況

### 大雨
静岡県では、台風の接近により7日18時頃から雨が降り出し、東部では猛烈な雨が降り8日の日降水量は、多い所で井川224.5㎜、御殿場218.0㎜を観測した。神奈川県では、昼前から西部で、昼過ぎからは東部で雨が強まり、所により1時間降水量が50㎜を超える非常に激しい雨が降った。
1時間雨量
静岡県静岡市（井川）：77.5ミリ（9/8日9時32分まで）
神奈川県小田原市（小田原）：77.5ミリ（9/8日16時39分まで）
井川、小田原での統計開始以来の極値を更新した。
日最大降水量
神奈川県山北町（丹沢湖）：495.5ミリ（9/8日）
神奈川県小田原市（小田原）：238.5ミリ（9/8日）
丹沢湖、小田原での統計開始以来の極値を更新した。

## 日本での被害
- 東京都心（千代田区大手町）・千葉県千葉市では、1時間に67mmを超える雨が観測され、冠水する被害が出た。
- 東名高速道路では雨量計が規制値を超えたことにより、午後より、大井松田インターチェンジから沼津インターチェンジまでが通行止めとなった。このうち、上り線の鮎沢パーキングエリア付近では数箇所で土砂崩れが発生。緊急の復旧工事の結果、翌9日午前中に開通した[11][12][13]。
- 神奈川県小田原市内の酒匂川の中州に2人が取り残され、救助された[14][15]。神奈川県内の被害は、住宅の一部損壊3棟、床上浸水1棟、床下浸水67棟であった[10]。
- 静岡県小山町では1時間に120mmを超える雨が降ったと推計され、河川が決壊し、床上・床下浸水が発生、道路崩落などの大きな被害が発生した[16]。同町柳島地区や湯船地区が孤立し、9月8日から9月12日まで陸上自衛隊による災害派遣が行われた。ワサビ田の9割が壊滅、養鱒場が流出するなど、小山町の特産品にも被害が発生した。静岡県内の被害は、住宅の全壊2棟、半壊5棟、床上浸水49棟、床下浸水93棟であった[9]。
- 静岡県伊東市の川奈漁港には酒匂川から流れ出したと思われる流木が流れつき、漁に支障が出た。
- 静岡県駿東郡小山町からの依頼により国土交通省中部地方整備局は、9月10日からテックフォース10名を派遣。

## 日本への影響
- 国道246号は小山町内において6ヶ所が土砂や倒木で埋まり通行止め扱いになったため、9月10日から並行する東名高速道路の御殿場インターチェンジから大井松田インターチェンジ間のみを通行する場合の通行料を無料化する措置がとられた。東名高速道路も上り線が被害を受けたため、2本ある下り線ルートのうち、下り線右ルートを上り線ルートに置き換える措置がとられた[17]。なお、9月16日0時を以て上下各1車線ずつで暫定開通し、東名高速道路の特例措置も終了した。
- 小山町内の富士スピードウェイ内で土砂災害が発生、また、スピードウェイに至る一般道も各地で寸断されたことから、9月11日・12日に予定されていたSUPER GTのレースが中止となった[18]。代替開催は行われず[19]。
- 7月15日から日本各地で続いていた猛暑の記録は、台風の影響で9月8日には観測されなかったことから、途切れた[20][21][22][23]。